# Światowe Stowarzyszenie Organizacji Kickboxingu
Światowe Stowarzyszenie Organizacji Kickboxingu (ang. World Association of Kickboxing Organizations, skrót WAKO) – międzynarodowa organizacja pozarządowa, zrzeszająca 125 narodowych federacji kick-boxingu.
Organizacja promuje kick-boxing na poziomie amatorskim oraz zawodowym.

## Podstawowe informacje[2]
Organizacja założona w 1976 roku przez niemieckiego kickboksera Georga Brucknera oraz amerykańskiego promotora Mike’a Andersona. Jej siedziba mieści się w Monzy. WAKO jest członkiem m.in. Światowej Agencji Antydopingowej, Olimpijskiej Rady Azji oraz SportAccord. Organizacja posiada pięć oddziałów - WAKO Europe, WAKO Panamerican, WAKO Asia, WAKO Oceania oraz WAKO Africa, które organizują i sankcjonują wiele cyklicznych zawodów takich jak mistrzostwa danego kontynentu czy kraju. Największymi zawodami są coroczne Mistrzostwa Świata. W 1991, zostało utworzone WAKO PRO jako ciało wykonawcze sankcjonujące pojedynki w zawodowej formie. Aktualnie WAKO zrzesza ponad 120 krajów w tym Polskę (Polski Związek Kickboxingu).

### Członkowie
- Afganistan
- Afryka Południowa
- Albania
- Algieria
- Angola
- Arabia Saudyjska
- Argentyna
- Armenia
- Australia
- Austria
- Azerbejdżan
- Bahrajn
- Bangladesz
- Barbados
- Belgia
- Bermudy
- Białoruś
- Boliwia
- Bośnia i Hercegowina
- Brazylia
- Bułgaria
- Chile
- Chiny
- Chińskie Tajpej
- Chorwacja
- Cypr
- Czarnogóra
- Czechy
- Dania
- Egipt
- Ekwador
- Estonia
- Filipiny
- Finlandia
- Francja
- Gabon
- Ghana
- Grecja
- Gruzja
- Gwatemala
- Hiszpania
- Holandia
- Hongkong
- Indie
- Irak
- Iran
- Irlandia
- Izrael
- Jemen
- Jordania
- Kamerun
- Kanada
- Kazachstan
- Kenia
- Kirgistan
- Kolumbia
- Kongo
- Korea Południowa
- Kosowo
- Kuba
- Kuwejt
- Laos
- Liban
- Libia
- Liechtenstein
- Litwa
- Luksemburg
- Łotwa
- Macedonia
- Madagaskar
- Makau
- Malezja
- Malta
- Maroko
- Mauretania
- Mauritius
- Meksyk
- Mołdawia
- Monako
- Mongolia
- Namibia
- Nepal
- Niemcy
- Nigeria
- Norwegia
- Nowa Zelandia
- Oman
- Pakistan
- Palestyna
- Panama
- Paragwaj
- Peru
- Polska
- Portoryko
- Portugalia
- Rosja
- Rumunia
- Salwador
- Samoa
- Serbia
- Sierra Leone
- Singapur
- Słowacja
- Słowenia
- Somali
- Syria
- Szwajcaria
- Szwecja
- Tadżykistan
- Tajlandia
- Trynidad i Tobago
- Tunezja
- Turcja
- Turkmenistan
- Ukraina
- Urugwaj
- USA
- Uzbekistan
- Wenezuela
- Węgry
- Wielka Brytania
- Wietnam
- Włochy
- Zimbabwe
- Zjednoczone Emiraty Arabskie

### Formuły walki[4]
- Forma muzyczna - jest rodzajem wyreżyserowanej walki z jednym lub kilkoma przeciwnikami. Wykonywane techniki pochodzą z orientalnych sztuk walki i muszą być zgodne z rytmem muzycznym. Walki toczone są na tatami[5].
- Point Fighting (Semi contact) – jest formą walki, gdzie dwaj zawodnicy walczą ze sobą w celu zdobycia większej ilości punktów używając prawidłowych, lekkich i dobrze kontrolowanych technik ręcznych i nożnych. Jest to walka przerywana, po każdej bezpośrednio udanej akcji następuje przyznanie punktów. Walki toczone są na tatami[6].
- Light contact –  jest to forma pośrednia pomiędzy point fightingiem a full contactem. Light contact jest formą walki ciągłej. Techniki ręczne i nożne są wykonane z lekką, kontrolowaną siłą. Walki toczone są na tatami[7].
- Kick light - jest formą walki ciągłej. Jest to pośrednia nazwa między pół a pełnym kontaktem. Używa się technik nożnych na uda z pełnego kontaktu lecz są to techniki kontrolowane, które powinny trafiać w obszary dozwolone. Walki toczone są na tatami[8].
- Full contact – jest formą walki ciągłej, podczas której ciosy bokserskie, techniki nożne wykonywane są z pełną siłą w dozwolone miejsca trafień. Walki toczone są tylko na ringu[9].
- Low kick – jest formą walki ciągłej, podczas której ciosy bokserskie, techniki nożne wykonywane są z pełną siłą w dozwolone miejsca trafień, dozwolone są kopnięcia w wewnętrzne i zewnętrzne uda. Walki toczone są tylko na ringu[10].
- K-1 – jest formą walki ciągłej, podczas której ciosy bokserskie, techniki nożne wykonywane są z pełną siłą w dozwolone miejsca trafień, dozwolone są kopnięcia w wewnętrzne i zewnętrzne uda, dozwolone jest trzymanie oburącz za szyję przeciwnika zadając jednocześnie jedno uderzenie kolanem, klinczowanie nie może trwać dłużej niż 5 sekund. Walki toczone są tylko na ringu[11].

## Kategorie wagowe
Kategorie obowiązujące na zawodowym poziomie WAKO PRO w formułach low kick, full contact oraz K-1:

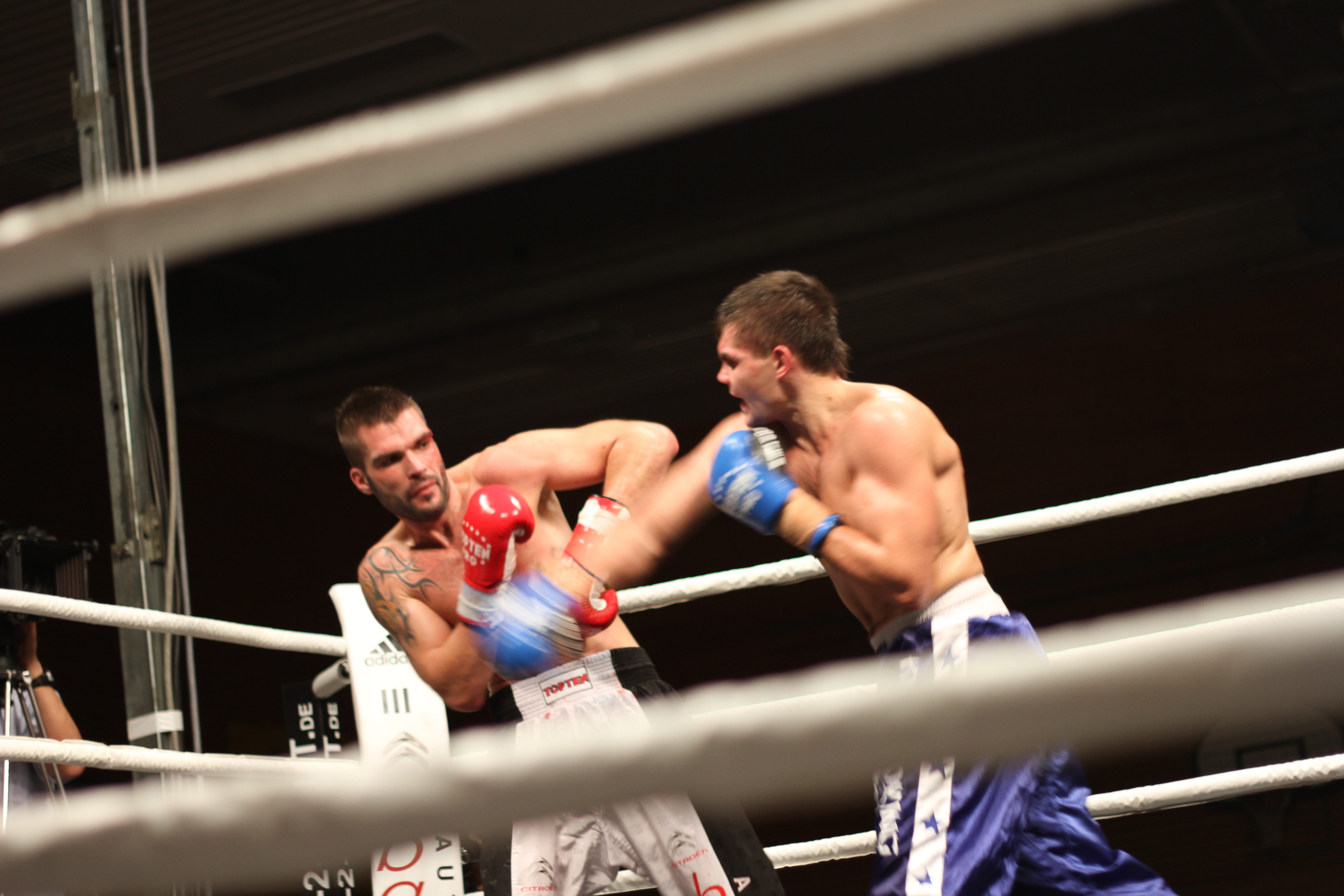
Aleksiej Rybkin kontra Ralf Krause podczas Mistrzostw Świata WAKO PRO w Rödental (2011)

### Mężczyźni
- atomowa (-52.7 kg)
- musza (-54.5 kg)
- kogucia (-56.4 kg)
- piórkowa (-58.2 kg)
- lekka (-60 kg)
- superlekka (-62.2 kg)
- lekkopółśrednia (-64.5 kg)
- półśrednia (-66.8 kg)
- superpółśrednia (-69.1 kg)
- lekkośrednia (-71.8 kg)
- średnia (-75 kg)
- superśrednia (-78.1 kg)
- półciężka (-81.4 kg)
- junior lekkociężka (-85.1 kg)
- ciężka (-88.6 kg)
- junior ciężka (-94.1 kg)
- superciężka (+94.1 kg)

### Kobiety
- musza (-48 kg)
- supermusza (-50 kg)
- kogucia (-52 kg)
- superkogucia (-54 kg)
- piórkowa (-56 kg)
- superpiórkowa (-58 kg)
- lekka (-60 kg)
- superlekka (-62 kg)
- półśrednia (-64 kg)
- superpółśrednia (-66 kg)
- średnia (-68 kg)
- superśrednia (-70 kg)
- ciężka (+70 kg)

## Mistrzostwo WAKO PRO
Organizacja prowadzi rankingi zawodników w poszczególnych wagach i formułach walki oraz przyznaje pasy mistrza świata, interkontynentalnego, Europy, Ameryki Północnej i Południowej, Azji oraz Afryki. Trofea są przyznawane w drodze pojedynczej walki i mają charakter przechodni.

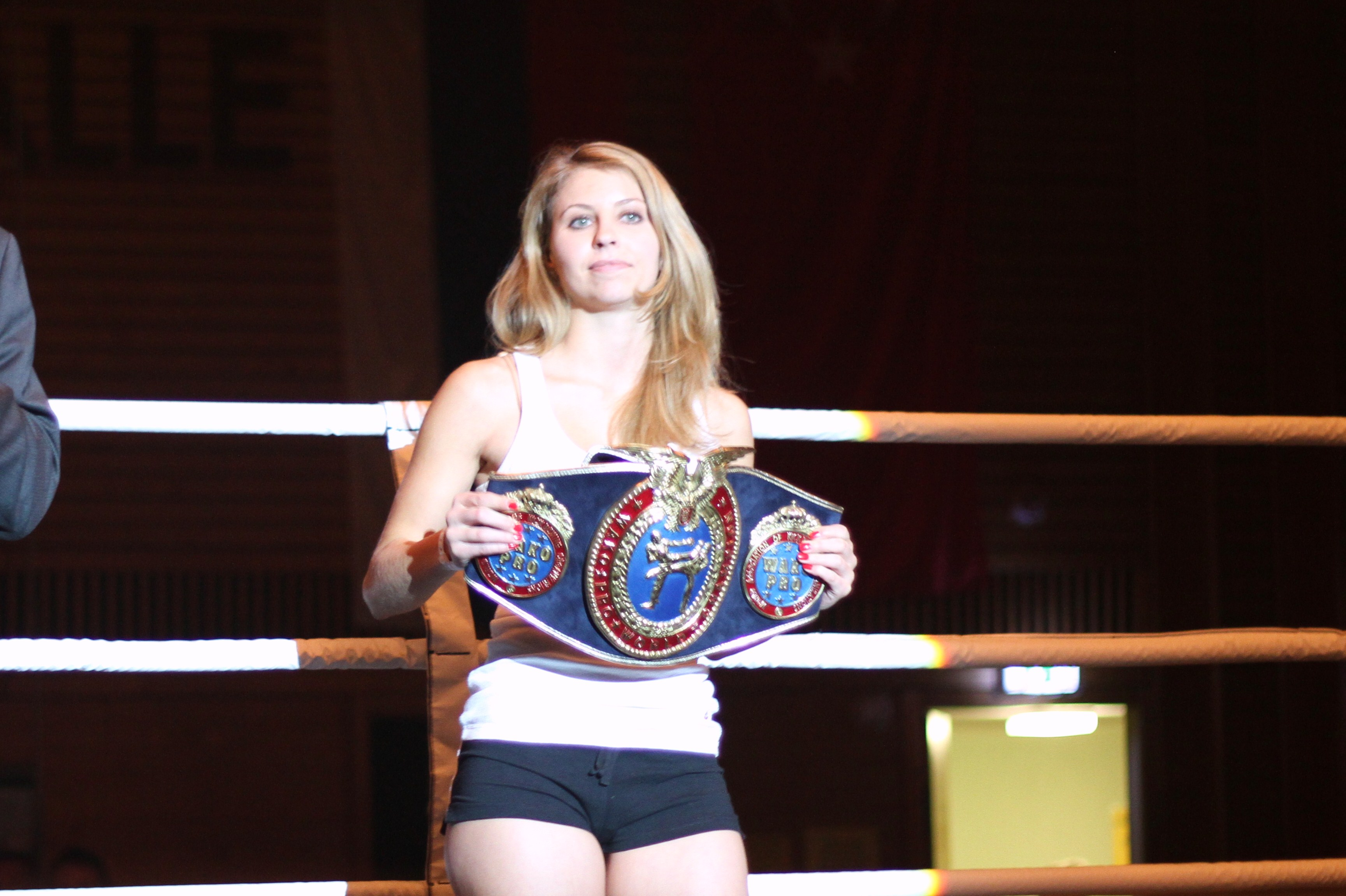
Pas mistrzowski WAKO PRO

### Rankingi mężczyzn
- Low kick
- Full contact. wakopro.org. [zarchiwizowane z tego adresu (2018-01-28)].
- K-1. wakopro.org. [zarchiwizowane z tego adresu (2018-05-17)].

### Rankingi kobiet
- Low kick
- Full contact
- K-1